# 포라이모스

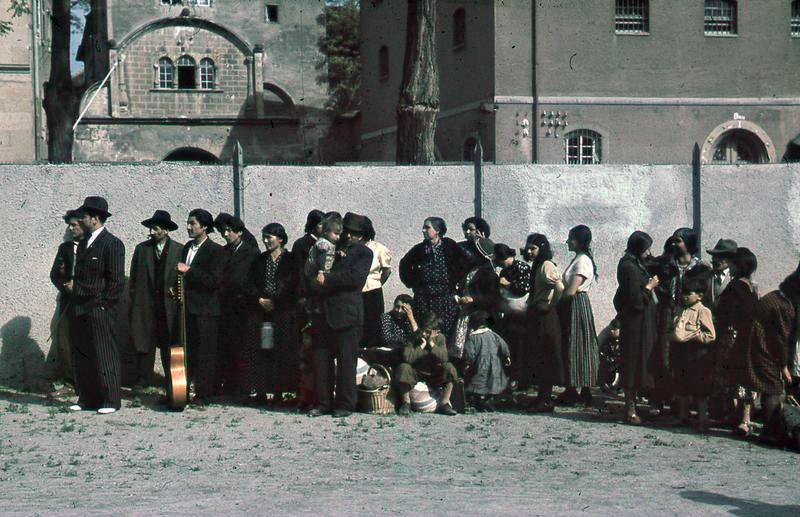

포라이모스(롬어: Porajmos)는 2차 세계 대전 동안 나치 독일과 크로아티아 독립국, 헝가리 왕국 등 추축국에서 행해진 롬인 말살 정책을 가리킨다. 롬어의 여러 방언에서 "멸종"내지는 "파괴"의 뜻을 가진다.

## 같이 보기
- 롬인